# Реализъм (политология)
Вижте пояснителната страница за други значения на Реализъм.
Реализмът е парадигма в политологията, която се занимава с междудържавните отношения. Основен проблем за реалистите са междудържавните конфликти и сигурността, като те твърдят, че светът е анархичен. Реализмът е смятан за една от доминиращите парадигми сред теоретиците и практиците на международните отношения, заедно с либерализма.

## Въведение

### Politics among Nations
През 1948 г. е издадена книгата Politics among Nations на Ханс Моргентау, която полага основите на реалистичната школа в рамките на международните отношения. Ролята ѝ е толкова голяма, че всички следващи теории ще се стараят или да се доближат, или да се разграничат от нея, което се случва по-често. До края на 70-те години тя остава най-цитирания труд в политологията.

### Корени
Въпреки че се смята, че реализмът възниква през 30-те и 40-те години на 20 век, негови аналози могат да се открият в историята на философията. Като ярки представители на тази традиция могат да се смятат Тукидид, Николо Макиавели, Томас Хобс, Фридрих Ницше и Макс Вебер.

#### Тукидид
В своята история Тукидид издига като причина за избухването на Пелопенеската война нарасналите власт и влияние на Атина. По този начин той пръв в историята на западната култура разглежда властта, като изграждащ и регулиращ фактор в политиката.

#### Николо Макиавели
Същият възглед се наблюдава и при Николо Макиавели и по-специално в творбата му „Владетелят“ (Il Principe). Освен това той се пресича и в няколко други общи пункта, типични за традицията на реалистичната школа в политологията.
- Първо: той разглежда историята като кръговрат от причинно-следствени връзки, които могат да бъдат разбрани и анализирани.
- Второ: Макиавели защитава тезата, че практиката ражда теория, но теорията не води до практика.
- Трето: според него етиката е функция на политиката, което обаче не важи за обратното.

### Исторически причини
Реализмът възниква като контрапункт на традициите на идеализма, които приемат, че историята е линеен процес, който води към „спасителната“ крайна точка (утопията). Основен елемент в това схващане е, че човешкият разум може да компенсира слабостите на международната система и чрез подкрепата на международни организации от типа на Обществото на народите да се стигне до момента, в който всяка агресия от страна на която и да е държава да бъде санкционирана колективно от международното общество.
Икономическата криза в края на 20-те години, историческото развитие през 30-те и най-вече Втората световна война дават все по-големи аргументи на теоретиците от реалистичната школа да смятат идеализма за контрапродуктивен.

## Реализмът според Моргентау
Централно място в книгата на Моргентау Politics among Nations заема понятието власт. Според Моргентау държавите могат да имат различни цели и да действат по различни подбуди, но единственото средство, чрез което те могат да достигнат целите си, е властта.

### Образът на човека в реализма
Според Моргентау, науката за международните отношения е строго свързана със същността на човека. Следвайки Хобс, той търси причината за насилието в международните отношения в самия човек и ги намира в злата му природа. И също като него, той достига до заключението, че движещата сила в човека е стремежът му към власт.
Моргентау прехвърля по-късно тези антропологични качества върху държавите, като ги поставя в система, наподобяваща природното състояние при Хобс. Според него, силните политически единици са стремящите се към власт суверенни национални държави, които се опитват да наложат своите интереси срещу интересите на останалите държави.

### Международната политика в светлината на реализма
Анализът на Моргентау почива върху три постулата:
- Политиката може да бъде обоснована и научно обяснена.
- Категориите „власт“ и „интерес“ играят основна роля в политическите събития.
- Моралът има водеща роля за установяването на мирни и справедливи международни отношения.

#### Обективността в политиката
Моргентау смята, че динамиката в политиката открива своите корени в основните елементи, които са дълбоко залегнали в човешката същност и от които могат да се изведат основните понятия в политологията. Той е на мнение, че в политиката царят константни и обективни закони, чието разпознаване трябва да бъде целта на политическия реалист.

#### Власт и интереси в международната политика
При Моргентау понятията „власт“ и „интерес“ са тясно свързани. Те служат за ориентир при анализирането на международната политика. Като всяка политика, тя самата се стреми или да запази властта, или да я увеличи, или да я демонстрира. Проблем възниква обаче при опита на Моргентау да даде дефиниция за власт. Според него понятието включва всичко онова, което предизвиква и задържа управлението на едни хора от други. Неизчерпателната му концепция за понятието се дължи на универсалния характер, който той придава на борбата за власт. На нея той гледа като на неопровержим факт, който няма нужда да бъде доказван.
Изхождайки от тази представа за власт става ясно, че основният интерес на държавите във външната политика е натрупването и запазването ѝ. Конкретният интерес вече може да варира и да приема различни форми, но в крайна сметка той вингаи служи на властта. Следователно тя е едновременно средство и предмет на интереса и може да се превърне в самоцел.

#### Ролята на морала
Изхождайки от злата природа на човека, Моргентау осъзнава напълно деструктивните последици от постоянния стремеж на държавите към власт. Затова в Politics among Nations той се опитва да намери начин, по който да се „озаптят“ тези деструктивни пориви. Той обаче отхвърля идеята, че международното право, интернационалните норми, идеологии, институции и принципа на колективната сигурност могат да осигурят дълготраен мир. На това не е способна и системата balance of powers, която преживява своя крах през 19 и 20 век.
Единственото, което може да обуздае стремежа към власт, е моралът и затова Моргентау пледира за „мир чрез равенство“, чийто главен инструмент е дипломацията – отговорна и основана на морални ценности.

## Развитие
Фактът, че Politics among Nations притежава предтеоретична и недотам систематизирана форма, отваря възможност през следващите години за различни опити за модификация. Повечето от тях обаче не постигат успеха на книгата на Моргентау.
Политологът Джон Херц изпробва синтеза между идеализма и реализма, понеже установява, че чрез международното право и международните организации анархията в интернационалната система е отслабнала и борбата за власт не е толкова категорична и не приема екстремни форми. Той достига до така наречената „дилема за сигурност“, която подкрепя тезата му, че конфликтите и военните сблъсъци са резултат от анархичната структура на международната система и носят социален, а не антропологичен характер. Тази позиция се оказва впоследствие основополагаща за неореалистите.
Със затоплянето на дипломатичните отношения между главните актьори в Студената война през 60-те години, икономическия растеж на Европа и на някои азиатски държави, и процеса на деколонизация, се създават предпоставки за тенденции в международната система, които не могат да бъдат обяснени чрез постулатите на реалистичната школа и така Politics among Nations все повече отстъпва на заден план.